# Ivan Ivan
Ivan Ivan, född 20 augusti 2002, är en tjeckisk professionell ishockeyforward som spelar för Colorado Eagles i American Hockey League (AHL) och är under kontrakt med Colorado Avalanche i National Hockey League (NHL).
Han har tidigare spelat för Cape Breton Eagles i Ligue de hockey junior majeur du Québec (LHJMQ).
Ivan blev aldrig NHL-draftad.

## Statistik

### Klubbkarriär
| 2017–18    | HC Vítkovice                 | Czech.18   | 14  | 3  | 3  | 6  | 0  | —  | — | — | — | — |
| 2018–19    | HC Vítkovice                 | Czech.19   | 43  | 12 | 27 | 39 | 18 | 4  | 0 | 1 | 1 | 2 |
| 2018–19    | HC Bohumín                   | Czech.3    | 1   | 0  | 1  | 1  | 2  | —  | — | — | — | — |
| 2019–20    | Cape Breton Screaming Eagles | QMJHL      | 62  | 11 | 11 | 22 | 8  | —  | — | — | — | — |
| 2020–21    | AZ Havířov                   | Czech.1    | 5   | 0  | 0  | 0  | 0  | —  | — | — | — | — |
| 2021–22    | Cape Breton Screaming Eagles | QMJHL      | 65  | 31 | 34 | 65 | 22 | —  | — | — | — | — |
| 2022–23    | Cape Breton Screaming Eagles | QMJHL      | 64  | 33 | 57 | 90 | 52 | 4  | 3 | 1 | 4 | 2 |
| 2023–24    | Colorado Eagles              | AHL        | 67  | 12 | 19 | 31 | 20 | 3  | 1 | 0 | 1 | 0 |
| 2024–25    | Colorado Eagles              | AHL        | 36  | 2  | 10 | 12 | 26 | 9  | 1 | 1 | 2 | 0 |
| 2024–25    | Colorado Avalanche           | NHL        | 40  | 5  | 3  | 8  | 8  | —  | — | — | — | — |
| AHL totalt | AHL totalt                   | AHL totalt | 103 | 14 | 29 | 43 | 46 | 12 | 2 | 1 | 3 | 0 |

### Internationellt
| År            | Lag           | Turnering     | Resultat      |    | Matcher | Mål | Assist | Poäng | Utv |
| ------------- | ------------- | ------------- | ------------- | -- | ------- | --- | ------ | ----- | --- |
| 2018          | Tjeckien      | U17           | 7:a           | 5  | 0       | 0   | 0      | 0     |     |
| 2019          | Tjeckien      | HG18          | 5:a           | 4  | 1       | 0   | 1      | 0     |     |
| 2022          | Tjeckien      | JVM           | 4:a           | 7  | 0       | 1   | 1      | 2     |     |
| Junior totalt | Junior totalt | Junior totalt | Junior totalt | 16 | 1       | 1   | 2      | 2     |     |